# Дитцен (община Хальбенрайн)
Дитцен (нем. Dietzen)— посёлок в Австрии в федеральной земле Штирия в общине Хальбенрайн политического округа Зюдостштайермарк (c 2013 года). Находится в полутора километрах к северу от государственной границы со Словенией.
Население 204 чел. (31.10.2011).

## История
До конца 2012 года посёлок был в составе округа Радкерсбург.